# 1341 Edmée
1341 Edmée este un asteroid din centura principală, descoperit pe 27 ianuarie 1935, de Eugène Delporte.